# Rose o' the Sea
Rose o' the Sea é um filme de drama mudo produzido nos Estados Unidos e lançado em 1922. É atualmente considerado um filme perdido.